# Leucauge meruensis
Leucauge meruensis là một loài nhện trong họ Tetragnathidae.
Loài này thuộc chi Leucauge. Leucauge meruensis được miêu tả năm 1910 bởi Tullgren.